# Basilinda

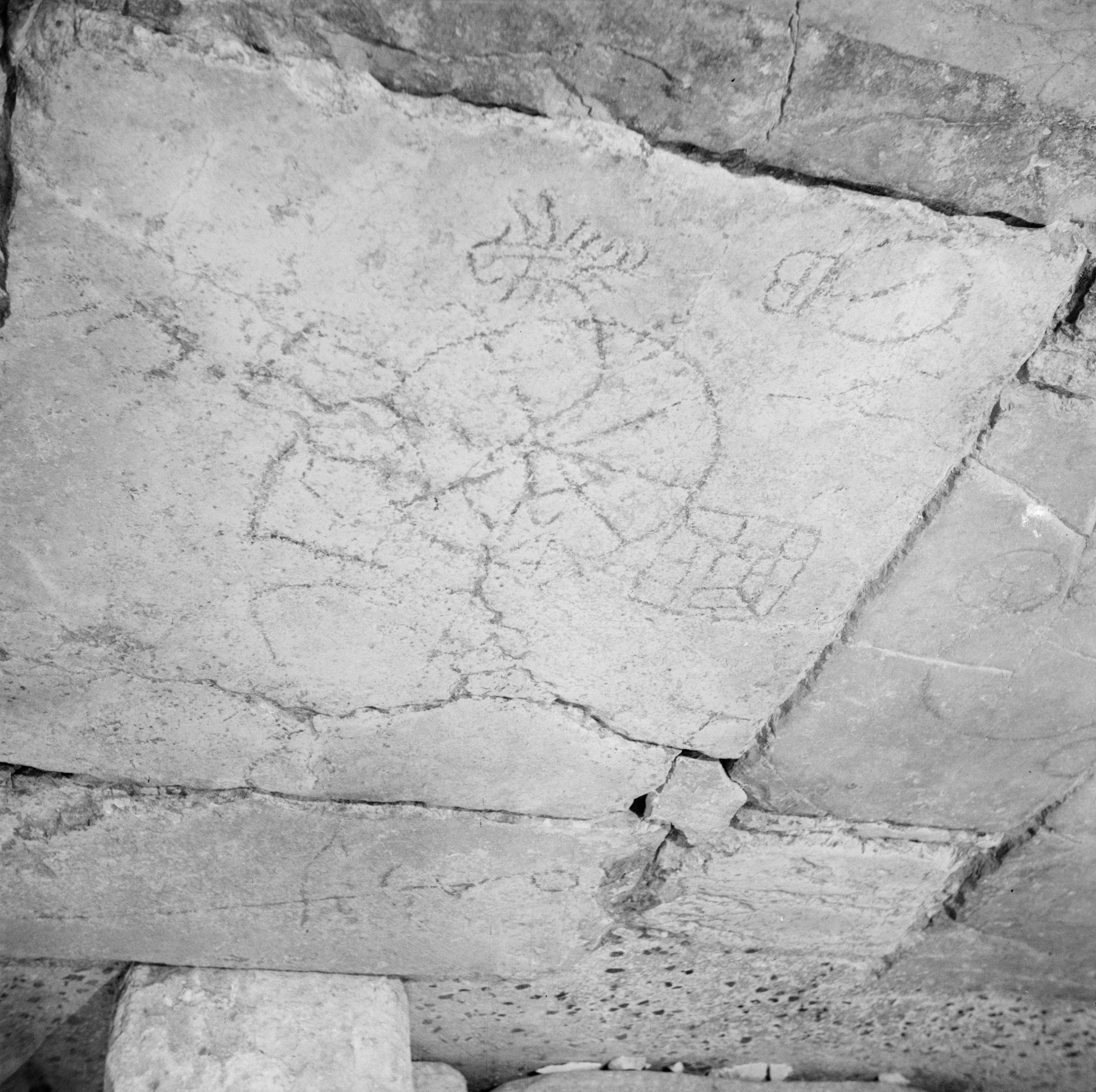
Graffiti eines Basilinda-Spiels auf dem Forum der Aelia Capitolina, Jerusalem

Basilinda (βασιλίνδα) oder Königsspiel war ein antikes Kinderspiel. Ein Kind wurde durch Losen zum König, die übrigen Kinder mussten die Rollen einnehmen, die der König ihnen zuwies, zum Beispiel als Diener oder Soldaten.
Das Königsspiel wird von den antiken Autoren öfter erwähnt; Iulius Pollux (9,110) beschrieb die Spielregel. Bekannt ist die von Herodot (1,14) überlieferte Geschichte, wonach der junge Kyros im Königsspiel der Dorfjugend als König erkannt wurde.